# Rubén Salaverri
Rubén Salaverri Mora, llamado Salaverri II, nacido en Fuenmayor (La Rioja) el 15 de enero de 1998, es un pelotari español de pelota vasca en la modalidad de mano, juega en la posición de zaguero.

## Finales del Campeonato de Parejas de 2.ª categoría
| Año  | Campeones              | Subcampeones           | Tanteo | Frontón  |
| ---- | ---------------------- | ---------------------- | ------ | -------- |
| 2017 | Arteaga II - Erasun    | Peña II - Salaverri II | 22-12  | Beotibar |
| 2019 | Elordi - O. Etxebarria | Agirre - Salaverri II  | 22-20  | Labrit   |
| 2021 | Alberdi - Salaverri II | Elordi - Garmendia     | 22-11  | Adarraga |